# Groove metal
El groove metal, a veces también llamado neo-thrash o post-thrash, es un subgénero extremo del heavy metal de derivación principalmente del thrash metal y está dentro del movimiento NWOAHM que comenzó a principios de los años 1990. 
El género alcanzó el éxito en la década de 1990 y continuó teniendo éxito en la década de 2000. sólo influenciado por NWOAHM, el groove metal presenta cantos y gritos roncos, guitarras afinadas, riffs de guitarra pesados y ritmos sincopados. A diferencia del thrash metal, el groove metal suele ser más lento. Pantera es a menudo considerado el pionero del groove metal, y el groove metal se expandió en la década de 1990 con bandas como White Zombie, Machine Head y Sepultura. El género continuó en la década de 2000 con bandas como Lamb of God, DevilDriver y Five Finger Death Punch.

## Características
El groove metal está fuertemente influenciado por el thrash metal y también por el heavy metal, centrándose más en la pesadez que en la velocidad, aunque los ritmos rápidos siguen siendo comunes dentro del género. Se hace hincapié en los riffs de guitarra pesados, a menudo acompañados de ritmos sincopados, y los solos de guitarra son habituales. Las guitarras generalmente poseen afinaciones más graves que en el thrash metal, y las voces suelen ser raspadas y/o guturales.

## Historia
Una de las primeras influencias de este subgénero fue el demo We Are the Dead de la banda danesa de thrash metal Artillery en 1982, We Are the Dead mantenía elementos del thrash aunque poseía algo más de melodía y oscuridad, recordando a Black Sabbath . Unos años después, la banda estadounidense Pantera daría un giro inesperado sobre todo con su disco de 1988 Power Metal, el cual marcó el debut con Phil Anselmo en la voz y que los alejó del glam que los había caracterizado hasta ese momento sentando las bases del género, posteriormente la banda de thrash metal estadounidense Exhorder haría lo propio con dos trabajos a tomar en cuenta : Slaughter in the Vatican y The Law (1990 y 1992 respectivamente). Existe una controversia sobre el sonido de ambas bandas entre los fanes por la similitud que tienen los dos trabajos de Pantera Cowboys from Hell (1990) y Vulgar Display of Power (1992) respectivamente con los 2 trabajos de Exhorder lanzados en los mismos años, aunque nadie niega que estos cuatro trabajos dejaron un importante legado para el posterior desarrollo del groove metal. Por su parte, Machine Head se encargaría de popularizar el género con la salida de su álbum debut Burn My Eyes. 
En 1992, White Zombie lanza su tercer álbum de estudio, La Sexorcisto: Devil Music Volume One, el cual fue un éxito comercial y a su vez, se convirtió en el primer álbum de la banda en figurar en el Billboard 200, alcanzando el puesto 26 en 1993. El sonido del álbum es una mezcla de groove metal y heavy metal. Este álbum también contribuyó a la popularidad del género y los sencillos "Thunder Kiss '65" y "Black Sunshine" recibieron una gran rotación en la radio de rock y MTV, el primero le valió a la banda su primer Nominación al Grammy a la Mejor Interpretación de Metal. 
En 1993, la banda brasileña Sepultura lanzó Chaos A.D., en el que la banda desarrolló su sonido agregando la fórmula del groove al thrash metal. Posteriormente lanzó su álbum más popular, Roots, en 1996, que combinaba heavy metal, groove metal, thrash metal y nu metal; recibió críticas divididas de los fans que preferían el sonido de álbumes más antiguos como Beneath the Remains.
Otra banda a destacar es Grip Inc., banda formada por Dave Lombardo tras su salida de Slayer, que practica un groove metal mestizado con tintes afrocubanos.
A diferencia de las bandas de thrash metal o el speed metal y muchos de los subgéneros del heavy metal, el groove metal no está tan orientado hacia los riffs. Artistas del género tienden a tener un estilo fuertemente influenciado por riffs del thrash de medio tiempo, acentuados con acordes de quintas, de guitarras afinadas en tonos bajos (Drop D o afinación estándar en Re), acordes de patrones sincopados, solos de guitarra posicionados en la mitad y puentes disonantes o cortes abruptos, usualmente a medio tiempo. Es una creencia popular que el groove metal es un puente entre el thrash metal y el nu metal ya que este influenció al género de igual manera que el grunge, el funk metal y el rap metal. Algunos afirman que el groove metal es lo que los músicos nu metal toman como mayor influencia.
El "groove" como lo denominan en inglés, es algo que no puede ser definido realmente, es algo que "se siente", según lo afirman las bandas de dicho género. En lugar de enfocarse a la velocidad extrema, (como los artistas de thrash) se enfocan más en doble bombo no tan rápido pero igual de pesado, y riffs de guitarra psicodélicos y profundos, en lugar de enfocarse en riffs ultra rápidos, (como los artistas del thrash) creándose unos riffs particularmente llamados "groovy". 